# Ringgenburg (Schmalegg)
Die Ringgenburg, auch Rinkenburg genannt, ist eine Wallburg und Fliehburg im Schmalegger Tobel bei dem Ortsteil Schmalegg der Stadt Ravensburg im Landkreis Ravensburg in Baden-Württemberg.

## Beschreibung

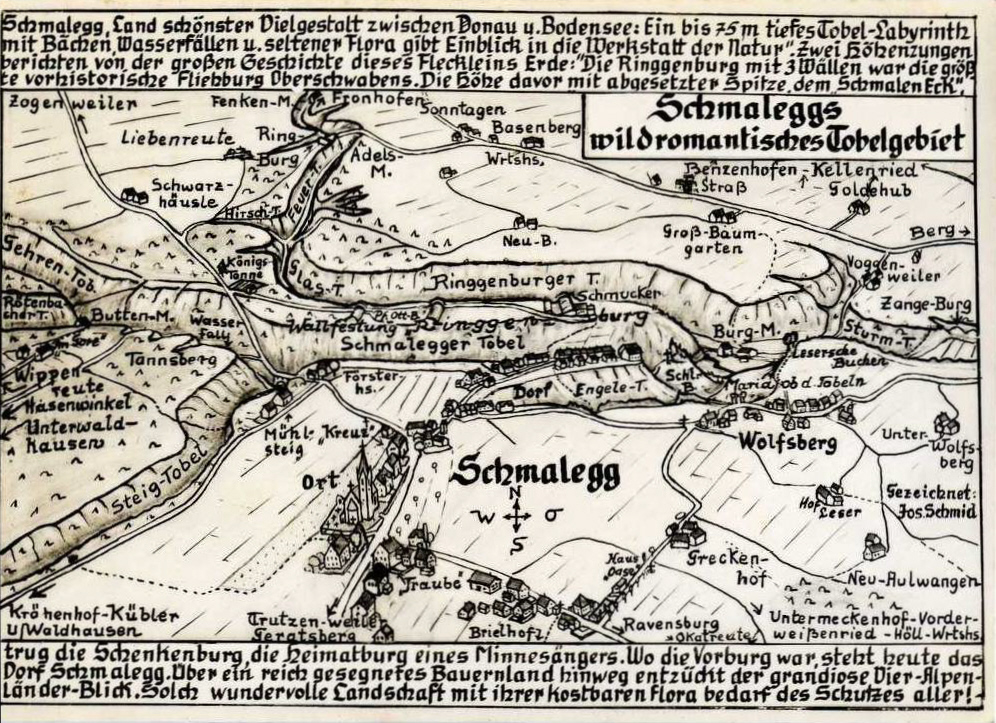

Die Höhenburganlage befindet sich auf einer etwa 1,5 Kilometer langen und 100 Meter breiten Höhenzunge auf 570 m ü. NN des Schmalegger Tobels. Auf ihr sind drei Erdwälle mit westlich vorgelagerten Gräben erhalten. Die gesamte durch Wall- und Grabenanlagen geschützte Fläche umfasst etwa 10 Hektar. Möglicherweise wurden die Wälle zusätzlich durch Palisaden, Hecken und Steinriegel gesichert.

### Äußerer Wall
Laut einem Bericht aus der Zeit als die Festungsanlagen noch unberührter als Heute waren, befand sich etwa 900 Meter westlich der Spitze des Bergrückens der teilweise immer noch acht Meter hohe äußerste Erdwall der Anlage. Der westlich vorgelagerte Spitzgraben war tiefer und breiter als der des mittleren Walles.

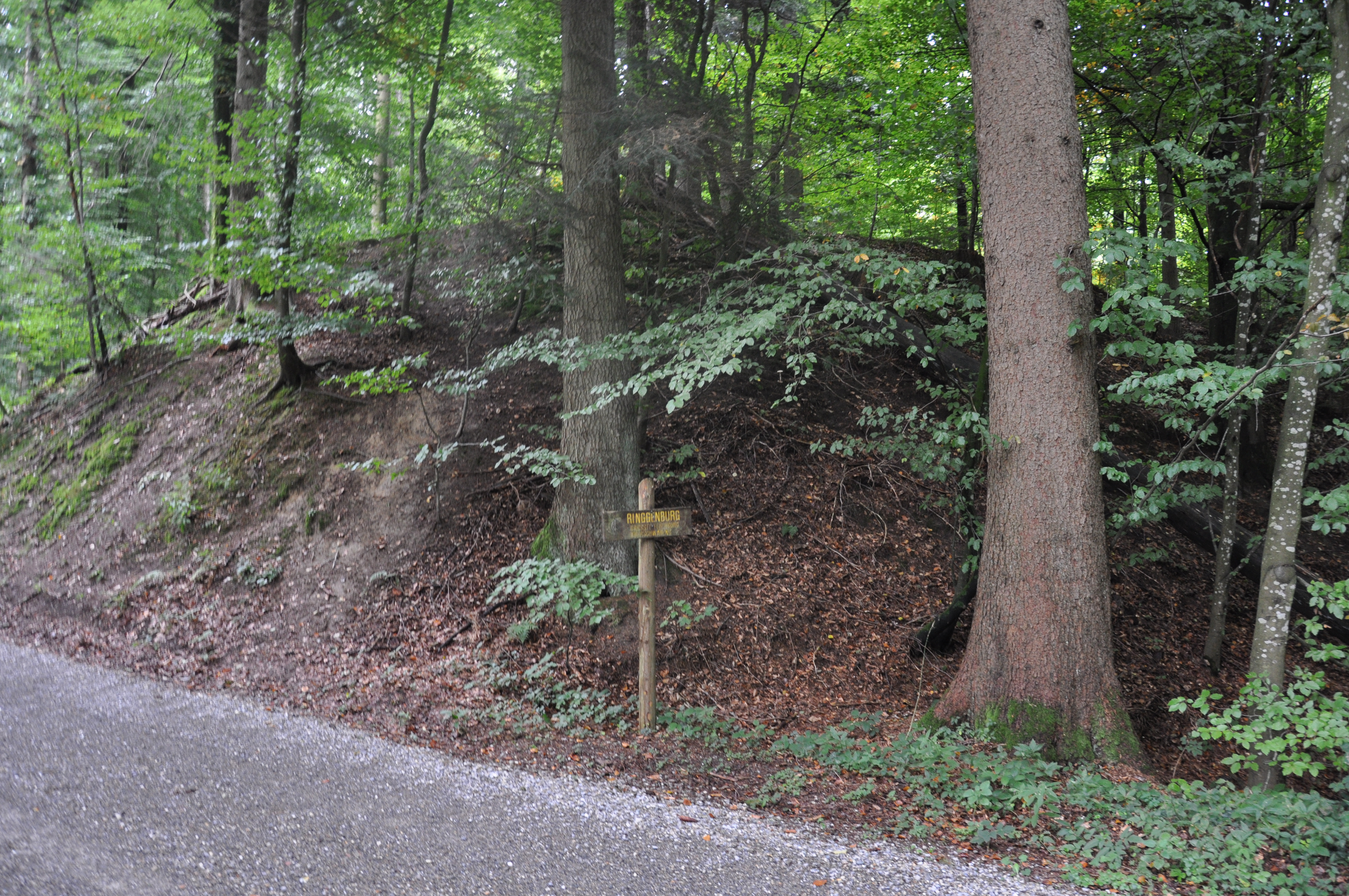
Äußerer Wall
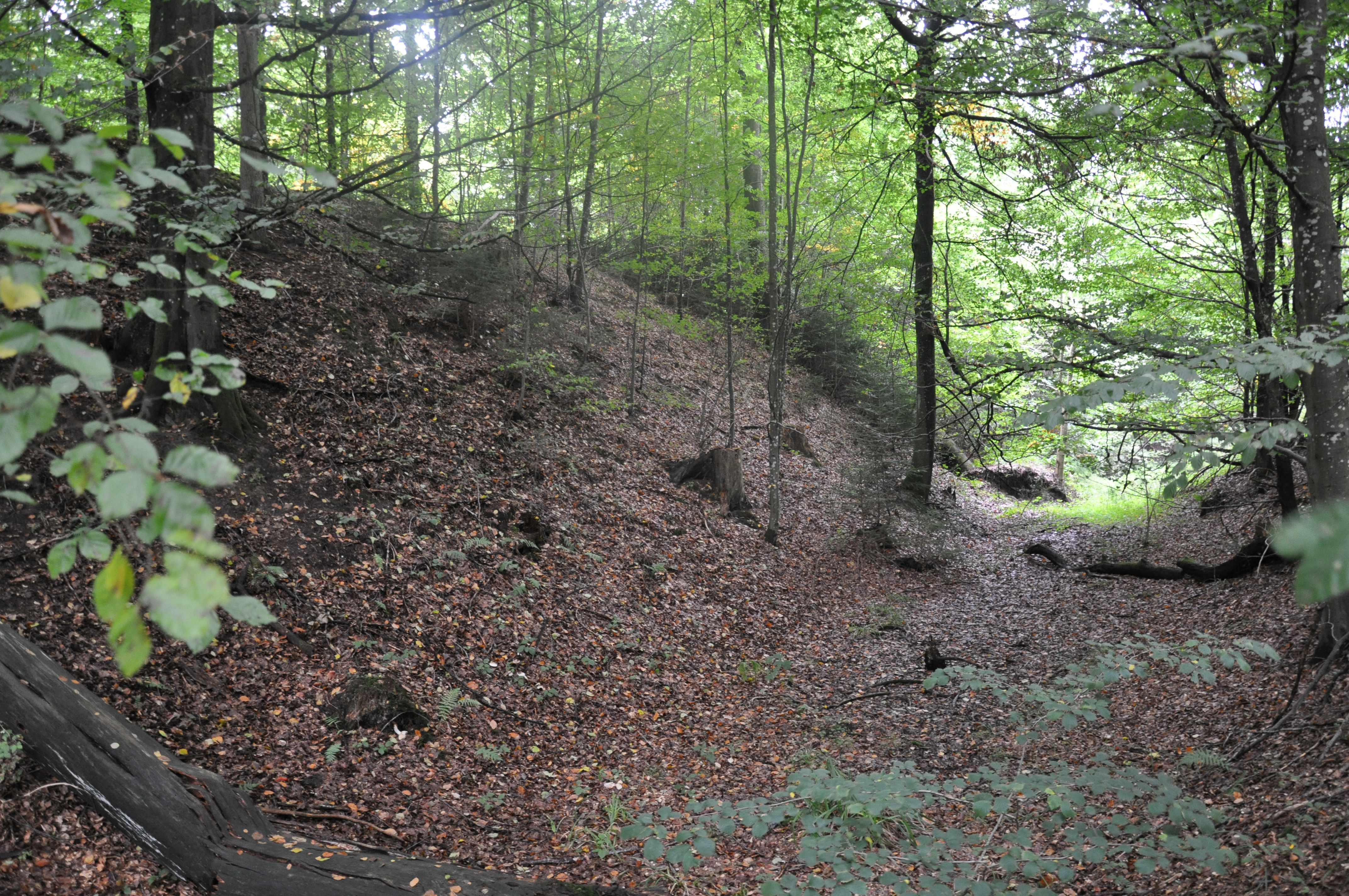
Im Graben
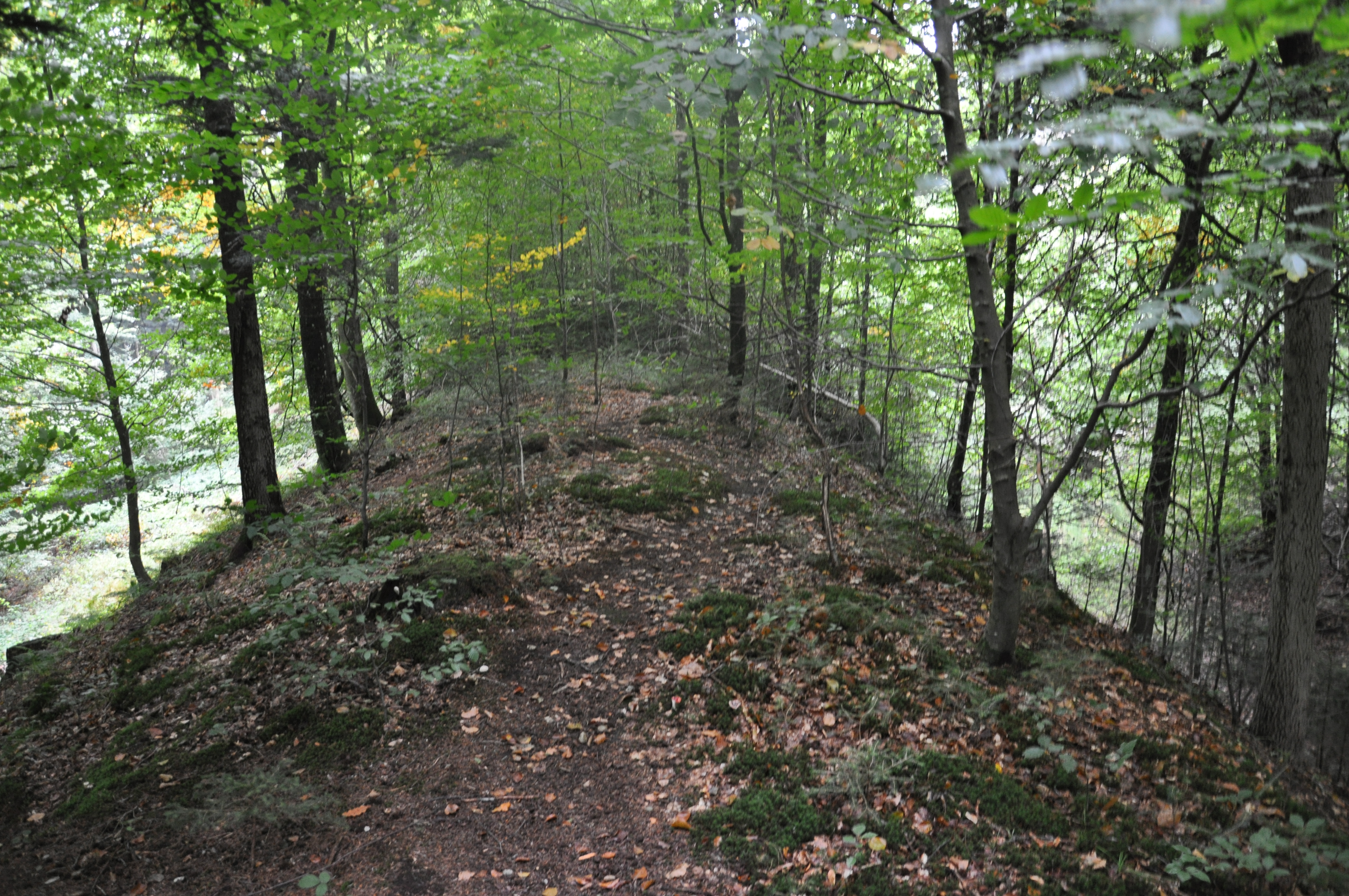
Auf dem äußeren Wall

### Mittlerer Wall
Etwa 660 Meter vor dem Ende des Bergrückens befindet sich ein heute mitten im Wald gelegener weiterer Erdwall, der einst an seiner westlichen Seite einen Graben mit vorgelagertem Erdauswurf besaß.

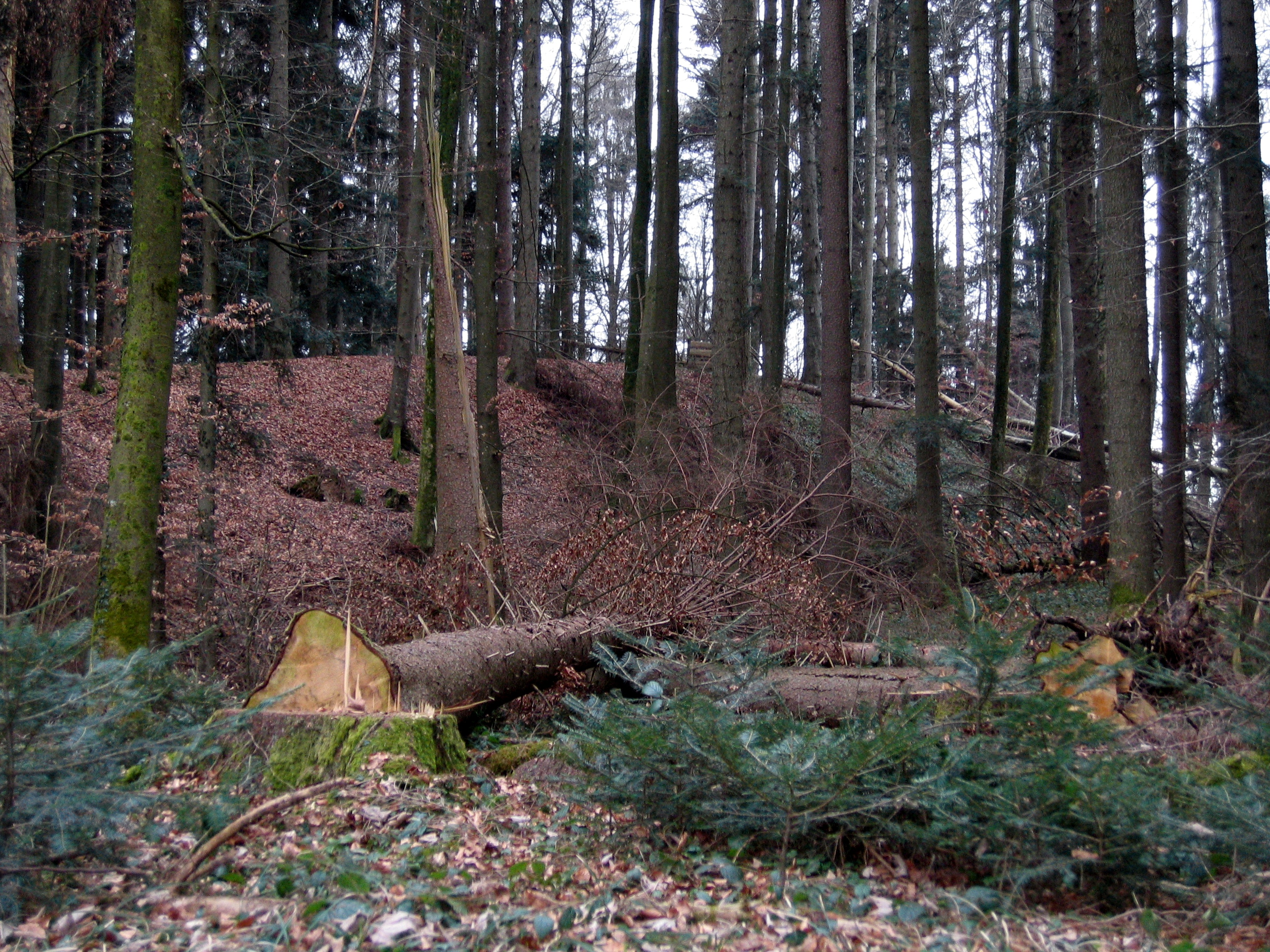
Mittlerer Wall
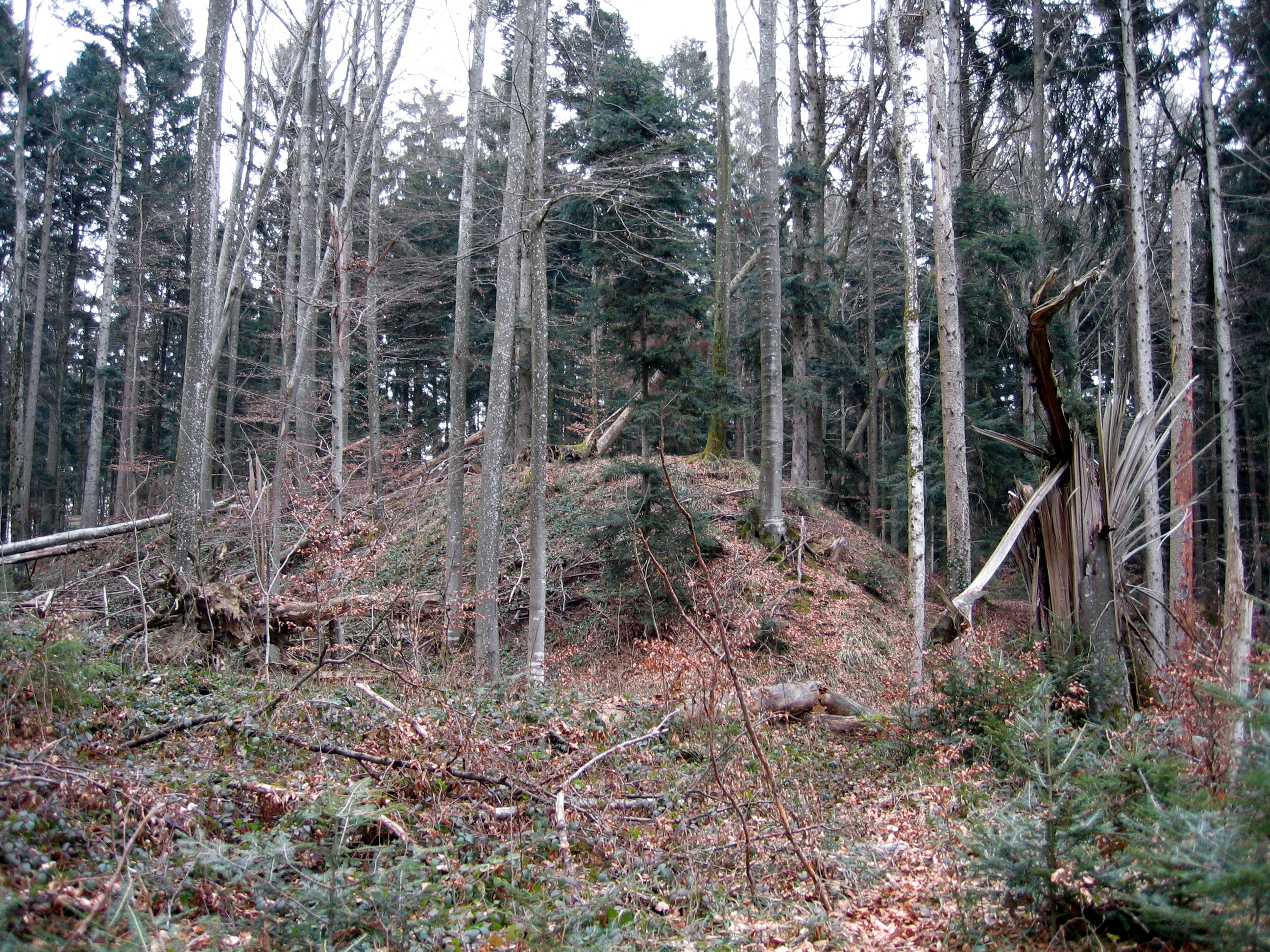
Mittlerer Wall, südliches Ende

### Graben
Hundert Meter westlich des inneren Doppelwalles und somit 300 Meter vor der Spitze des Bergrückens befand sich ein Graben, der heute allerdings eingeebnet ist. Hier wird ein Dornenverhau oder eine Palisade vermutet.

### Innerer Wall
Der innerste Wall der Anlage bestand aus einem Vorwall und einem dahinter liegenden Hauptwall. Der flache, drei bis vier Meter hohe Vorwall war 265 Meter, der acht Meter hohe Hauptwall 200 Meter von der Spitze der Bergzunge entfernt.

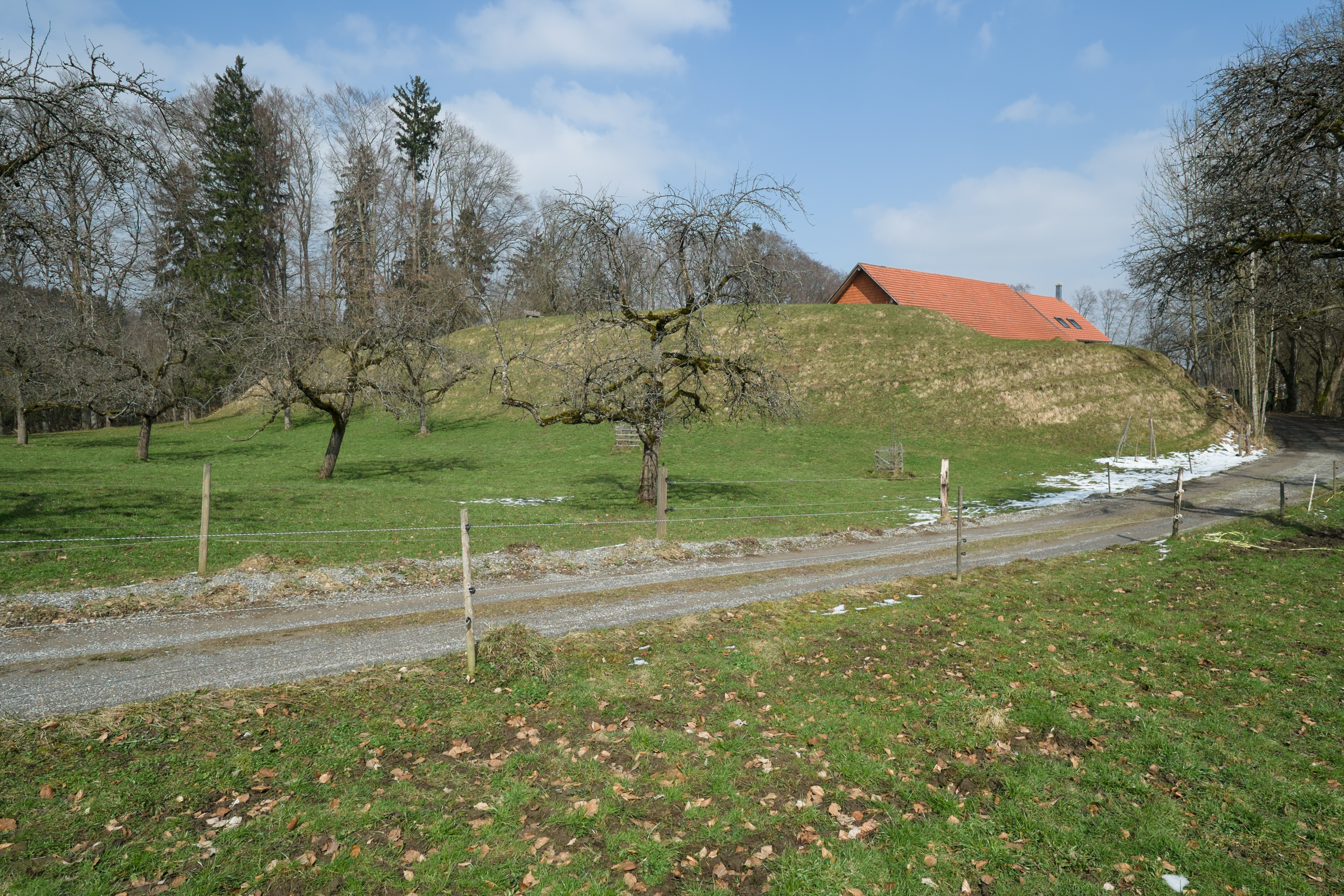
Innerer Wall

## Mittelalter
Die Schmalegger Ringgenburg wurde früher oft mit der Ringgenburg bei Esenhausen in Verbindung gebracht. Da auf dieser eine mittelalterliche Burg erbaut worden war, nahm man das auch von der Schmalegger Ringgenburg an. Bisher wurden dafür allerdings noch keine Anhaltspunkte gefunden.
Auch die Schmalegger Ritter und späteren Schenken hatten keine Burg auf der Schmalegger Ringgenburghöhe erbaut. Ihre Stammburg stand auf der Ostspitze einer der Ringgenburg vorgelagerten Höhenzunge. Zwischen den Schmalegger Rittern und Schenken und den Rittern von Rinkenburg (bei Esenhausen) bestanden über die Ministerialen von Biegenburg (Beyenburg) bei Blitzenreute allerdings verwandtschaftliche Beziehungen.
Zur Zeit der Ungarneinfälle könnte jedoch der innere Wall weiter erhöht worden sein.

### Schwedenschanzen
Die Bezeichnung Schwedenschanzen weist nicht auf die Erbauer der Anlage hin. Vielmehr leitet sie sich von den schwedischen Truppen ab, die im Dreißigjährigen Krieg im Frühjahr 1647 die Burg Schmalegg von dieser Stelle aus in Brand schossen.

## Alter
Wann die Ringgenburg entstanden ist, lässt sich ohne wissenschaftliche Grabungen nur vermuten:
- Alfons Dreher vermutete die späte Hallstattzeit oder bereits die La-Tène-Zeit als Entstehungszeit.[4]
- Der Weingartener Konrektor i. R. und Vertrauensmann des Archäologischen Landesamtes Paul Eith legte den Bau der Ringgenburg in die Hallstattzeit[2], die als Anfangsabschnitt der Eisenzeit gilt.[1]

## Heutige Nutzung
Heute wird die Hochfläche landwirtschaftlich genutzt. Hinter dem innersten, dritten Wall befindet sich der Hof Schmucker.

## Weitere Wallanlagen im Schmalegger Tobel
Eine weitere kleine Ringwallanlage befindet sich auf der Höhenzunge namens Adelegg, südwestlich der Adelmühle.